# Волоколамская неделя
«Волокола́мская неде́ля» — еженедельная газета Волоколамского района Московской области. Являлась самым многотиражным изданием района. Была распространена в Шаховском, Лотошинском и Истринском районах.
Газета предоставляла читателям новости в области экономики, политики, культуры, спорта, а также затрагивала темы, такие как здоровье, садоводство и огородничество, кулинария, публиковала результаты опросов населения, интервью с общественными деятелями и статьи по актуальным вопросам в виде отзывов жителей Волоколамска и области. В газете также выходили телепрограмма, сканворд, гороскоп и анекдоты.

## История
Первый номер газеты вышел 4 марта 2004 года.
До 2006 года «Волоколамская неделя» (также известна как «ВН») распространялась бесплатно и выходила тиражом 8 000 экземпляров. Начиная с 2006 года газета издавала собственный календарь. В 2008 году «Волоколамская неделя» стала полноцветной, а в 2011 году был запущен сайт издания voloknews.ru. В 2014 году газета отпраздновала свой 10-летний юбилей.
12 апреля 2018 года с 9:30 по московскому времени в редакции «Волоколамской недели» стали проходить обыски, что вызвало широкий общественный резонанс. По сообщению главного редактора газеты Марии Мурашовой, сотрудники УМВД по Московской области и представители Следственного комитета РФ стали проводить обыски в связи с возбуждёнными уловленными делами в отношении нескольких частных компаний. Издание активно освещало протест жителей Волоколамска против свалки «Ядрово», которая находится рядом с городом.
С 2 по 26 марта 2021 года Волоколамская центральная библиотека представляла выставку «Газете „Волоколамская неделя“ — 17 лет!» в честь 17-летия «Волокамской недели». На ней были представлены лучшие по мнению редакции газеты фотографии, заметки, издания, вышедшие из печати за 17 лет существования газеты. 2 марта была организована выставка фотографий «По следам публикаций».
30 сентября 2021 года вышел последний номер газеты.